# Atlético Rio Negro Clube (Roraima)
Para el equipo de Manaus véase Atlético Rio Negro Clube
El Atlético Rio Negro Clube es un club brasileño de fútbol, de la ciudad de Boa Vista, capital del estado de Roraima. Sus colores son el blanco y negro.

## Historia
El Atlético Rio Negro Clube fue fundado por amazonenses radicados en Boa Vista que eran aficionados fanáticos del club del mismo nombre con sede en Manaus, Amazonas. El fanatismo de la hinchada del club manauara que dio nombre era tan grande que hasta hace pocos años el club aún usaba escudos y uniforme idénticos al del Atlético Rio Negro Clube de Manaus. En 2006 el equipo representó la ciudad de Caracaraí, pero al año siguiente volvió a ser sede en Boa Vista.

## Palmarés

### Estatales
- Campeonato Roraimense: 2

(1991, 2000)

### Campañas destacadas
- Subcampeón Campeonato Roraimense: 2 (1999, 2001)

## Desempeño en competiciones

### Campeonato Roraimense
| Año  | Posición |
| ---- | -------- |
| 1996 | 5º       |
| 1997 | 5º       |
| 1998 | 7º       |
| 1999 | 2º       |
| 2000 | 1º       |
| 2001 | 2º       |
| 2002 | 3º       |
| 2003 | 4º       |
| 2004 | 7º       |
| 2005 | 5º       |
| 2006 | 5º       |
| 2007 | 6º       |
| 2008 | 6º       |
| 2009 | 5º       |
| 2010 | 6º       |
| 2011 | 6º       |
| 2012 | 5º       |
| 2014 | 5º       |
| 2015 | 5º       |
| 2018 | 6º       |
| 2019 | 5º       |
| 2020 | 3º       |
| 2021 | 5º       |
| 2022 | 6º       |
| 2023 | 8º       |
| 2024 | 8º       |
| 2025 | 5º       |